# Vpliv hrupa na zdravje
Hrup ima lahko na zdravje in počutje ljudi različne negativne učinke. Ti so odvisni od številnih dejavnikov, npr. ravni hrupa in drugih značilnosti zvoka, našega počutja in aktivnosti, s katerimi se ukvarjamo v času, ko nas hrup zmoti, pomembnosti informacije, ki nam jo zvok posreduje, pa tudi od našega odnosa do vira hrupa. Pri posebej ranljivih skupinah ljudi, kot so starejši, otroci, slepi, ljudje s poškodbo sluha, bolj občutljivi ljudje idr., so negativni vplivi hrupa navadno večji. Opisi posameznih škodljivih učinkov na zdravje in počutje ljudi, kot so: okvare sluha zaradi hrupa, moteno govorno sporazumevanje, motnje počitka in spanja, psihofiziološke posledice, vplivi na duševno zdravje in učinkovitost, vplivi na vedenje, vznemirjenost, so prikazani v nadaljevanju.
- Okvara sluha je praviloma opredeljena kot dvig praga slišnosti. Poškodbe sluha zaradi hrupa se pojavijo predvsem na frekvenčnih območjih od 3 do 6 kHz, višja povprečna ekvivalentna vrednost hrupa (LAeq,8 h) in daljša izpostavljenost hrupu pa lahko povzročita okvare sluha zaradi hrupa tudi pri tako nizkih frekvencah, kot je 2 kHz. Pri višji ravni hrupa in krajši izpostavljenosti 75 dB(A), do 8 h dnevno, okvar sluha ni pričakovati. Okoljski hrup na ravni 70 dB(A) LAeq, 24 h ali pod njo pri veliki večini ljudi ne povzroči okvar sluha niti pri vseživljenjski izpostavljenosti.
- Hrup lahko predstavlja pomembno motnjo pri sporazumevanju. Nezmožnost razumeti govor močno ovira ljudi in povzroči vedenjske spremembe. Zelo ranljivi so predvsem ljudje z okvaro sluha, starejši, otroci, ki se učijo jezika in branja, ter posamezniki, ki ne poznajo govorjenega jezika. Pri motenem razumevanju govora gre v bistvu za preglasitev, saj govora ni mogoče razumeti zaradi sočasnega hrupa ozadja. Okoljski hrup lahko preglasi tudi druge zvočne signale, ki so pomembni za vsakdanje življenje, na primer zvonci na vratih, telefonski signali, budilke, požarni in drugi opozorilni signali ter glasba.
- Hrup v okolju pomembno vpliva na motnje spanja. Nemoteno spanje je predpogoj dobrega telesnega in duševnega zdravja. Poleg neposrednih učinkov hrupa, kot so nemirno spanje, spremembe krvnega tlaka in hitrosti bitja srca, so pomembni tudi sekundarni učinki motenj, ki jih je mogoče oceniti dan po nočni izpostavljenosti hrupu; ti se kažejo kot utrujenost, depresivno počutje, zmanjšana učinkovitost pri delu idr. Za dobro nočno spanje oziroma počitek hrup v prostoru v nočnem času ne sme preseči 30 dB(A) pri stalnem hrupu ozadja, preprečiti pa je treba tudi posamezne hrupne dogodke, ki presegajo 45 dB(A). Bolj kot raven hrupa je za odziv organizma pomembna razlika med hrupnim dogodkom in hrupom okolice (hrup ozadja). Pri oceni hrupa v nočnem času je zato pomembno upoštevati naravo hrupnih dogodkov in njihovo število. Posebno pozornost je treba posvetiti hrupu v mirnem okolju ter virom hrupa, ki povzročajo tudi vibracije ali nizkofrekvenčni hrup.
- Dolgotrajna izpostavljenost visokim ravnem hrupa (bivanje v bližini letališč, industrijskih naprav, hrupnih ulic) lahko povzroči hude začasne in tudi trajne posledice na fizioloških funkcijah. Pri dolgotrajni izpostavljenosti se pri občutljivih posameznikih v splošni populaciji lahko razvijejo trajne posledice, kot sta visok krvni tlak in ishemična bolezen srca. Obseg in trajanje posledic sta delno pogojena z individualnimi značilnostmi, življenjskim slogom in okoljskimi razmerami. Dokazano je, da dolgotrajna izpostavljenost hrupu zračnega in cestnega prometa z vrednostmi od 65 do 70 dB(A) LAeq, 24 h povzroča posledice na srcu in ožilju. Povezave so šibke, vendar je vpliv na ishemično bolezen srca nekoliko močnejši kot na visok krvni tlak (hipertenzijo). Ta majhna povečana tveganja so kljub temu pomembna, saj je hrupu izpostavljenih veliko ljudi. Hrup lahko povzroči tudi refleksne odzive, predvsem če gre za neznan in nenaden pojav hrupa.
- Hrup v okolju ni neposreden povzročitelj duševne bolezni, domneva pa se, da lahko hrup pospeši in poslabša obstoječe duševne motnje oziroma stopnjuje razvoj latentnih duševnih motenj.
- Hrup lahko negativno vpliva na učinkovitost opravljanja miselnih nalog, zlasti delavcev in otrok. Med kognitivnimi funkcijami, na katere ima hrup največji vpliv, so branje, koncentracija, reševanje problemov in pomnjenje.
- Hrup ima lahko vrsto socialnih in vedenjskih posledic. Vznemirjenost zaradi hrupa pa ni samo posledica ravni hrupa, temveč tudi posledica socialnih, ekonomskih in psiholoških dejavnikov. Vpliv hrupa v življenjskem okolju na vznemirjenost je mogoče oceniti z
- vprašalniki ali oceno motenj nekaterih dejavnosti. Vendar je treba vedeti, da enake ravni različnih vrst prometnega in industrijskega hrupa povzročijo različne stopnje vznemirjenosti. Hrup nad 80 dB(A) lahko tudi zmanjša pripravljenost na pomoč drugim in okrepi nasilno vedenje. Ugotovljeno je, da so odzivi močnejši, kadar hrup spremljajo vibracije in stalne nizkofrekvenčne komponente ali če je del celotnega hrupa tudi impulzni hrup, kot na primer hrup, ki nastane ob uporabi lažjega strelnega orožja, nakoval, ob zabijanju pilotov, ter obratovanju pnevmatskih kladiv, stiskalnic ipd.
- Kadar izpostavljenost hrupu sčasoma narašča, so odzivi začasno močnejši kot pri izpostavljenosti enakomernemu hrupu. V večini primerov sta LAeq, 24 h in Ldvn sprejemljiva približka izpostavljenosti hrupu povezana z vznemirjenostjo. Vedno več je opozoril, da je treba pri preiskovanju izpostavljenosti hrupu vsaj v zapletenih primerih oceniti vse parametre komponent hrupa. O modelu za ugotavljanje celotne vznemirjenosti zaradi kombinacije virov okoljskega hrupa ni soglasja.
- Predvsem v gosto naseljenih območjih so prebivalci istočasno izpostavljeni različnim virom hrupa. Pri oceni vpliva na zdravje in počutje prebivalcev je treba upoštevati celotno obremenitev okolja s hrupom ter možnosti vpliva hrupa na zdravje in počutje ljudi v celodnevnem obdobju. Za zagotavljanje trajnostnega razvoja je v tem primeru treba upoštevati previdnostno načelo.
- V zvezi z varovanjem ljudi pred hrupom je treba upoštevati, da obstajajo na hrup še posebej ranljive podskupine prebivalstva. Med občutljive skupine ljudi sodijo starejši ljudje, osebe s posebnimi boleznimi ali težavami (na primer visok krvni tlak), bolniki v zdraviliščih ali rehabilitacijskih centrih, osebe, ki se ukvarjajo s posebno zahtevnimi nalogami, slepi in slabovidni, gluhi in naglušni, nosečnice, dojenčki in majhni otroci. Pri pripravi ukrepov protihrupne zaščite je treba upoštevati vse dejavnike, ki vplivajo na take skupine, torej vrste učinkov hrupa, okolja, kjer se ranljive skupine najpogosteje zadržujejo, in njihov življenjski slog.